# Fillmore (Illinois)
Fillmore és una població dels Estats Units a l'estat d'Illinois. Segons el cens del 2000 tenia 362 habitants.

## Demografia
Segons el cens del 2000, Fillmore tenia 362 habitants, 144 habitatges, i 103 famílies. La densitat de població era de 181,5 habitants/km².
Dels 144 habitatges en un 33,3% hi vivien nens de menys de 18 anys, en un 58,3% hi vivien parelles casades, en un 9,7% dones solteres, i en un 27,8% no eren unitats familiars. En el 27,1% dels habitatges hi vivien persones soles el 16% de les quals corresponia a persones de 65 anys o més que vivien soles. El nombre mitjà de persones vivint en cada habitatge era de 2,51 i el nombre mitjà de persones que vivien en cada família era de 3,01.
Per edats la població es repartia de la següent manera: un 27,6% tenia menys de 18 anys, un 7,7% entre 18 i 24, un 27,9% entre 25 i 44, un 19,1% de 45 a 60 i un 17,7% 65 anys o més.
L'edat mediana era de 37 anys. Per cada 100 dones de 18 o més anys hi havia 85,8 homes.
La renda mediana per habitatge era de 30.313 $ i la renda mediana per família de 35.750 $. Els homes tenien una renda mediana de 31.250 $ mentre que les dones 18.333 $. La renda per capita de la població era de 14.363 $. Aproximadament el 18,2% de les famílies i el 21,6% de la població estaven per davall del llindar de pobresa.

## Poblacions més properes
El següent diagrama mostra les poblacions més properes.

## Fills i filles il·lustres
- Ray Richmond, pitcher dels St. Louis Browns; nascut a Fillmore.[4]
- Walter Short, General de Divisió a l'Exèrcit dels Estats Units i el responsable militar dels EUA, Comandant de la defensa de les instal·lacions militars dels EUA a Hawaii, en el moment de l'atac japonès a Pearl Harbor el 7 de desembre de 1941; nascut a Fillmore.[5]